# Opéra des Margraves
L'opéra des Margraves est un opéra de Bayreuth, en Allemagne. Il constitue un bien culturel du patrimoine mondial depuis 2012. Il a été construit entre 1746 et 1750 sur commande de Wilhelmine de Bayreuth, à l’occasion du mariage de sa fille, Élisabeth Frédérique Sophie de Brandebourg-Bayreuth. Conçu par Giuseppe Galli Bibiena, cet édifice peut accueillir cinq cents personnes.
C'est en raison de la présence à Bayreuth de cet opéra que Richard Wagner s'est intéressé à cette ville et a décidé d'y faire construire son propre théâtre.

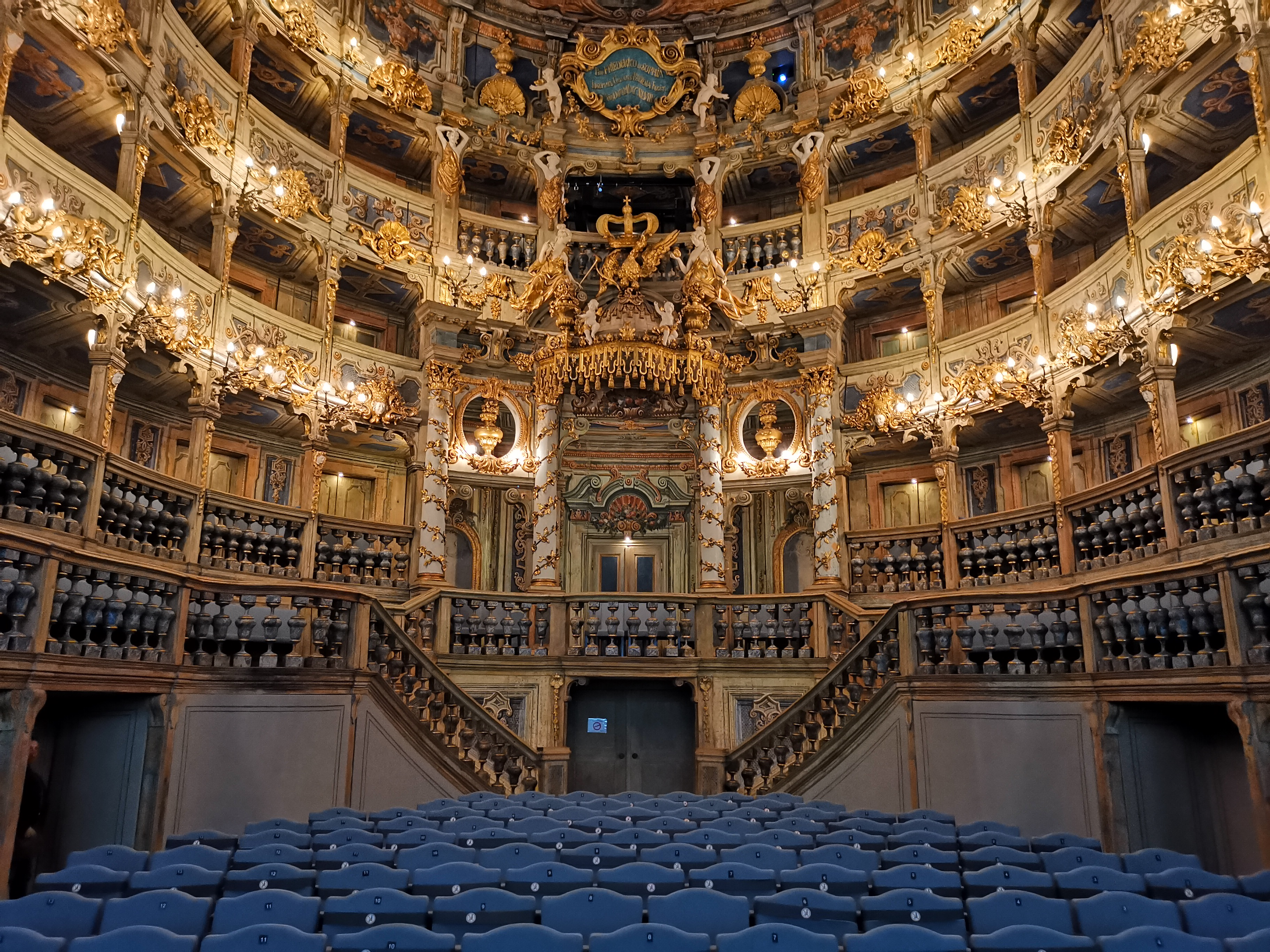
Intérieur de l'opéra